# Ein Landarzt (Erzählband)

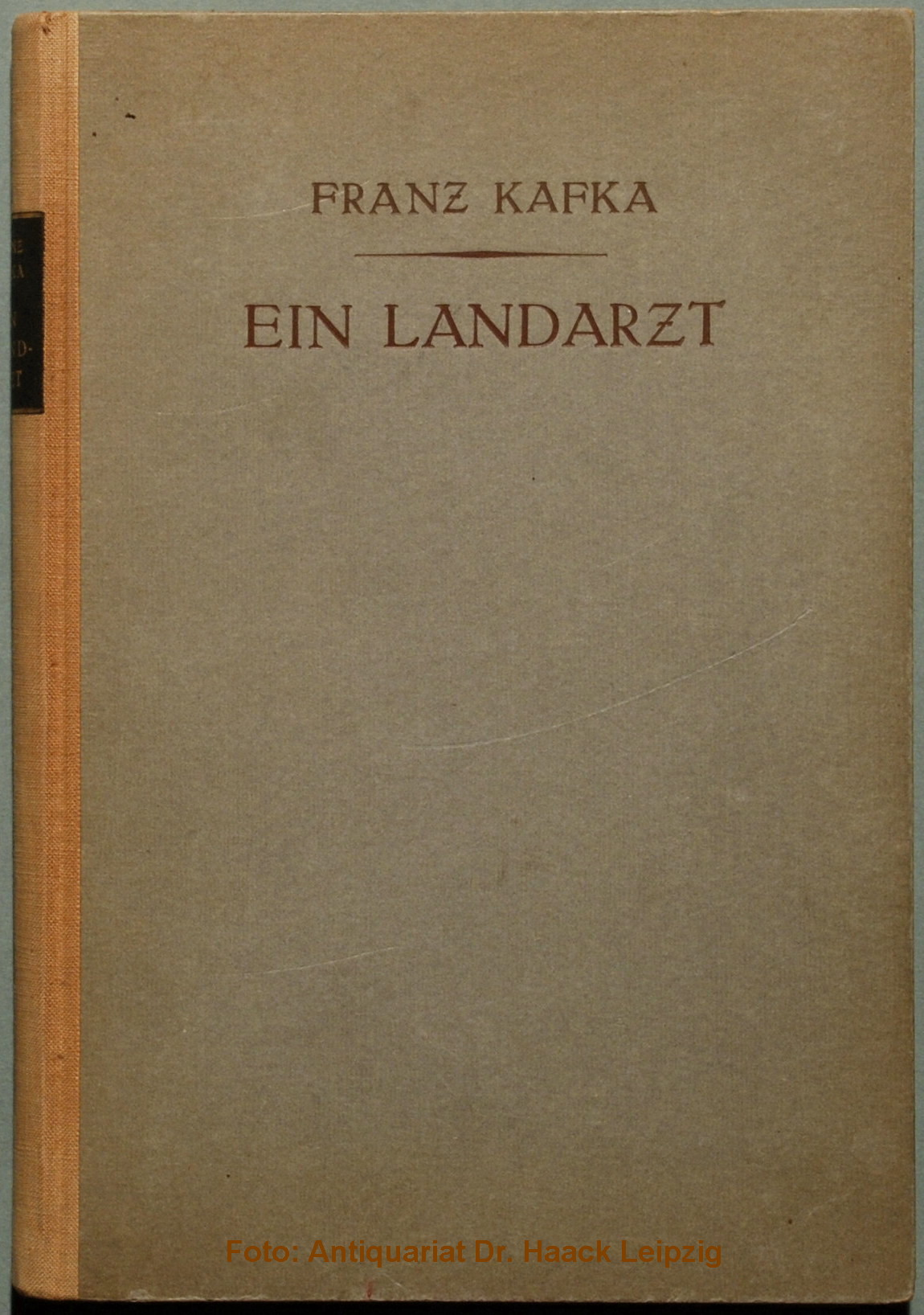
Verlagseinband der Erstausgabe

Ein Landarzt ist ein 1920 im Kurt Wolff Verlag erschienener Erzählband von Franz Kafka. Er enthält vierzehn Prosastücke aus den Jahren 1914 bis 1917, darunter die titelgebende Erzählung Ein Landarzt. Einzelne Texte waren schon vorher in Zeitschriften und Almanachen erstmals veröffentlicht worden. Den Erzählungen vorangestellt ist die Widmung „Meinem Vater“.

## Enthaltene Prosatexte
- Der neue Advokat
- Ein Landarzt
- Auf der Galerie
- Ein altes Blatt
- Vor dem Gesetz
- Schakale und Araber
- Ein Besuch im Bergwerk
- Das nächste Dorf
- Eine kaiserliche Botschaft
- Die Sorge des Hausvaters
- Elf Söhne
- Ein Brudermord
- Ein Traum
- Ein Bericht für eine Akademie

## Entstehung
Ein Landarzt ist der zweite Erzählband Franz Kafkas nach Betrachtung aus dem Jahr 1912. Die in ihm enthaltenen Erzählungen Vor dem Gesetz und Ein Traum entstanden ab 1914 im Zusammenhang mit den – später abgebrochenen – Arbeiten an dem Roman Der Process. Die anderen Stücke schrieb Kafka überwiegend im Winter 1916/1917, als er sich nach zweijähriger Schaffenspause zum Schreiben ins Goldene Gässchen auf der Prager Burg zurückzog. Kafkas Erstes Oktavheft, Ende Februar 1917 zu datieren, enthält in einer Aufstellung Titel, die später im Landarzt-Band Aufnahme fanden. Eine zweite Aufstellung im Sechsten Oktavheft (etwa April 1917) nennt bereits elf der später tatsächlich enthaltenen Texte, darunter noch Der Kübelreiter.
Auf Grund eines Briefes von Kurt Wolff, der von Max Brod erfahren hatte, dass Kafka „allerlei Neues“ gearbeitet habe, schickte Kafka diesem einige Tage später, am 7. Juli 1917, 13 Prosatexte zu, Ende Juli zwei weitere inzwischen entstandene. Es folgte ein Briefwechsel. In einem Brief vom 20. August gab Kafka die von ihm vorgesehene – und später so umgesetzte – Auswahl und Reihenfolge der Stücke an. Sie enthielt noch an dritter Stelle den Kübelreiter, den Kafka später wieder herausnehmen ließ. Er schrieb an Wolff: „Als Titel des neuen Buches schlage ich vor: ‚Ein Landarzt‘ mit dem Untertitel ‚Kleine Erzählungen‘.“ Letzte Korrekturen an den Texten schickte Kafka dem Verlag am 27. Januar 1918. Der Kübelreiter erschien im Dezember 1921 in der Prager Presse.
Die Veröffentlichung des Buches verzögerte sich kriegsbedingt um fast zwei Jahre bis Ende 1919 (Jahresangabe im Buch: 1920). So erschienen die Erzählungen Ein Landarzt und Eine kaiserliche Botschaft 1918 bzw. 1919 vorab einzeln in anderen Publikationen. Bereits 1917 waren drei andere Stücke in der Zweimonatsschrift Marsyas erschienen. Die Gesamtauflage betrug nach einer Schätzung von Ludwig Dietz höchstens 2000 Exemplare.

## Rezeption
Das Buch erfuhr nach Erscheinen eine einzige Rezension.
Kafka selbst urteilte im November 1922 gegenüber Max Brod: „Von allem, was ich geschrieben habe, gelten nur die Bücher: Urteil, Heizer, Verwandlung, Strafkolonie, Landarzt und die Erzählung: Hungerkünstler.“
Im Jahr 2003 fand eine internationale literaturwissenschaftliche Tagung in Verona statt, die sich ausschließlich mit dem Band Ein Landarzt beschäftigte.

## Ausgaben
- Franz Kafka: Ein Landarzt. Kleine Erzählungen. Kurt Wolff, München/Leipzig 1920, OCLC 718752832.
- Franz Kafka: Ein Landarzt. Kleine Erzählungen. Mit Federzeichnungen von Alfred Kubin. (= Insel-Bücherei. 1243). Insel Verlag, Frankfurt am Main / Leipzig, 2003, ISBN 3-458-19243-3.
- Reprint der Erstausgabe: Franz Kafka: Ein Landarzt. Kleine Erzählungen. Stroemfeld Verlag, Basel/Frankfurt am Main 2006 ISBN 3-87877-941-0.
- Franz Kafka: Ein Landarzt. Kleine Erzählungen. Nach dem Text der Erstausgabe gestaltet & illustriert von Kat Menschik. Verlag Galiani Berlin, Köln 2016. ISBN 978-3-86971-132-4
- Franz Kafka: Ein Landarzt. Kleine Erzählungen. Mit Illustrationen von Karel Hruška und einer Beilage zur Entstehung und Wirkung des Werkes. Vitalis Verlag, Prag 2022. ISBN 978-3-89919-793-8